# Beringius undatus
Beringius undatus är en snäckart som beskrevs av Dall 1919. Beringius undatus ingår i släktet Beringius och familjen valthornssnäckor. Inga underarter finns listade i Catalogue of Life.